# Cirolana mclaughlinae
Cirolana mclaughlinae är en kräftdjursart som beskrevs av Bruce och Brandt 2006. Cirolana mclaughlinae ingår i släktet Cirolana och familjen Cirolanidae. Inga underarter finns listade i Catalogue of Life.